# Farhat Hassan Khan
Farhat Hassan Khan, född den 10 januari 1965, är en pakistansk landhockeyspelare.
Han tog OS-brons i herrarnas landhockeyturnering i samband med de olympiska landhockeytävlingarna 1992 i Barcelona.